# Bernd Mayländer
Bernd Mayländer (Waiblingen, 29 de mayo de 1971) es un piloto de carreras alemán. Es conocido sobre todo por ser el piloto que conduce el safety car durante los grandes premios de Fórmula 1.

## Carrera deportiva
Bernd comenzó su carrera en los karts, a finales de los años 1980. En los siguientes años corrió en la Fórmula Ford, la Copa Porsche Carrera, y en el Deutsche Tourenwagen Meisterschaft originario. En el año 2000, ganó las 24 Horas de Nürburgring en un Porsche 911 GT3.
En las 24 Horas de Le Mans de 1999 terminó 19.º lugar absoluto y 2.º en la categoría GT a bordo de un Porsche 911 GT3.
Cuando la competición Deutsche Tourenwagen Masters se estrenó en el año 2000, condujo para Mercedes-Benz.

## Conductor del safety car de F1
Desde la temporada 2000 de la Fórmula 1 Mayländer es el conductor del auto de seguridad en la Fórmula 1, salvo en el Gran Premio de Canadá de 2001 que fue reemplazado por su compañero Marcel Fässler a consecuencia de un accidente, cuya misión es dirigir la parrilla de pilotos a sus lugares de salida tras una vuelta de calentamiento previo a la carrera, y ralentizar la carrera cuando se producen circunstancias peligrosas como puedan ser lluvia torrencial o el trabajo de comisarios en pista debido a accidentes.

## Accidente con el safety car
De forma sorpresiva, Mayländer protagonizó un accidente con el auto de seguridad previo a la clasificación del Gran Premio de Italia de 2024, ya que en la recta previa a la curva de la parabólica, el auto de seguridad que, un Aston Martin Vantage, conducido por Mayländer, tuvo una falla en los frenos que hizo que Mayländer perdiera el control y estrellándose contra las barreras.
Afortunadamente Mayländer salió ileso del incidente y no pasó a mayores, por lo que se utilizó el segundo auto de seguridad reglamentado en caso de que el primero sufra contratiempos, aunque se careció de la presencia del SC ya que no se requirió para el gran premio, que se completó sin accidentes.
Exceptuando situaciones donde el auto de seguridad era accidentado por fuentes externas, como algún monoplaza golpeando el auto, es el primer accidente en la categoría que es el causante de un accidente que se tenga registro.
En otras categorías, como MotoGP, donde un BMW M5, utilizado como Safety Car, tuvo un accidente momentos antes del arranque del MotoGP en el Circuito de las Américas en 2024, que fue atrasado por un suceso relacionado con Marc Márquez y otros pilotos cambiando de moto.
Y en IndyCar, donde el Pace Car, un Corvette ZR1 en el Gran Premio de Detroit de 2019 tuvo un accidente en la salida de la curva 2, o también en la Indy500 de 1971, donde el Pace Car se descontroló por la alta velocidad en el pitlane, impactando en una grada con multitud de gente, afortunadamente no hubo muertos.

## Resultados

### 24 Horas de Le Mans
| Año     | Equipo          | Copilotos              | Automóvil       | Clase | Vueltas | Pos. | Pos. Clase |
| ------- | --------------- | ---------------------- | --------------- | ----- | ------- | ---- | ---------- |
| 1999    | Champion Racing | Dirk Müller Bob Wollek | Porsche 911 GT3 | GT    | 292     | 19.º | 2.º        |
| Fuente: |                 |                        |                 |       |         |      |            |